# Liste der Stolpersteine in Vaals

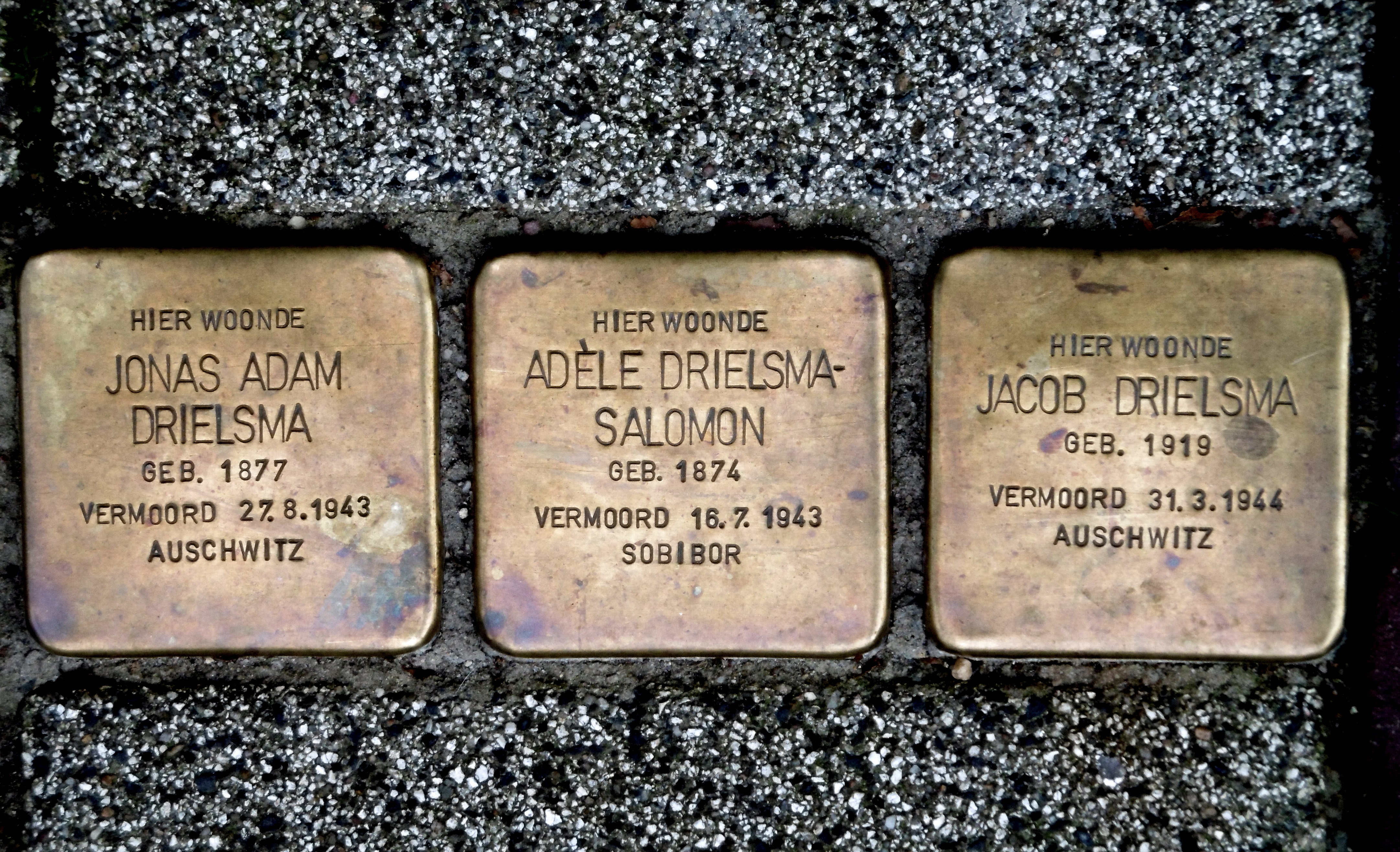
Stolpersteine für die Familie Drielsma

Die Liste der Stolpersteine in Vaals umfasst jene Stolpersteine, die in Vaals verlegt wurden, einer Gemeinde in der niederländischen Provinz Limburg.
Stolpersteine sind Opfern des Nationalsozialismus gewidmet, die vom NS-Regime drangsaliert, deportiert, ermordet, in die Emigration oder in den Suizid getrieben wurden. Gunter Demnig verlegt für jedes Opfer einen eigenen Stein, im Regelfall vor dem letzten selbst gewählten Wohnsitz.
Die Verlegung der ersten sechs Stolpersteine in Vaals fand am 19. Juli 2011 statt, eine weitere Verlegung am 29. Juli 2019.

## Verlegte Stolpersteine
In Vaals wurden neun Stolpersteine an sechs Adressen verlegt.
| Stolperstein | Übersetzung                                                                           | Verlegeort                                  | Name, Leben                        |
| ------------ | ------------------------------------------------------------------------------------- | ------------------------------------------- | ---------------------------------- |
|              | HIER WOHNTE ADOLF ADLER GEB. 1866 DEPORTIERT 1942 ERMORDET 23.7.1943 SOBIBOR          | Maastrichterlaan 183 (vorm. Hausnummer 153) | Adolf Hermann Adler (1866–1943)    |
|              | HIER WOHNTE HORTENSE ADLER- BLÜM GEB. 1876 DEPORTIERT 1942 ERMORDET 23.7.1943 SOBIBOR | Maastrichterlaan 183 (vorm. Hausnummer 153) | Hortense Adler-Blüm (1876–1943)    |
|              | HIER WOHNTE JACOB DRIELSMA GEB. 1919 ERMORDET 31.3.1944 AUSCHWITZ                     | Kerkstraat 62                               | Jacob Drielsma (1919–1944)         |
|              | HIER WOHNTE JONAS ADAM DRIELSMA GEB. 1877 ERMORDET 27.8.1943 AUSCHWITZ                | Kerkstraat 62                               | Jonas Adam Drielsma (1877–1943)    |
|              | HIER WOHNTE ADÈLE DRIELSMA- SALOMON GEB. 1874 ERMORDET 16.7.1943 SOBIBOR              | Kerkstraat 62                               | Adèle Drielsma-Salomon (1874–1943) |
|              | HIER WOHNTE SIMON GANS GEB. 1872 ERMORDET 28.5.1943 SOBIBOR                           | Akenerstraat 25                             | Simon Gans (1872–1943)             |
|              | HIER WOHNTE SIMON HERTZ GEB. 1870 VERSTORBEN 11.5.1943                                | Kerkstraat 13                               | Simon Hertz (1870–1943)            |
|              | HIER WOHNTE CASPAR NIESSEN GEB. 1911 ERMORDET 2.11.1942 ORANIENBURG                   | Lindenstraat 3                              | Caspar Niessen (1911–1942)         |
|              | HIER WOHNTE CHARLES SCHWARZ GEB. 1936 ERMORDET 31.8.1942 AUSCHWITZ                    | Jos Francotteweg 5                          | Charles Schwarz (1936–1942)        |

## Verlegungen
- 19. Juli 2011: Akenerstraat 25, Jos Francotteweg 5, Kerkstraat 13, Lindenstraat 3, Maastrichterlaan 183, verlegt vom Künstler persönlich
- 29. Juli 2019: Kerkstraat 62, in Anwesenheit von Angehörigen der Opfer, die aus Australien angereist waren